# Saint-Symphorien (Ille-et-Vilaine)
Saint-Symphorien is een gemeente in het Franse departement Ille-et-Vilaine (regio Bretagne) en telt 570 inwoners (2007). De oppervlakte bedraagt 7,5 km², de bevolkingsdichtheid is inwoners per km².

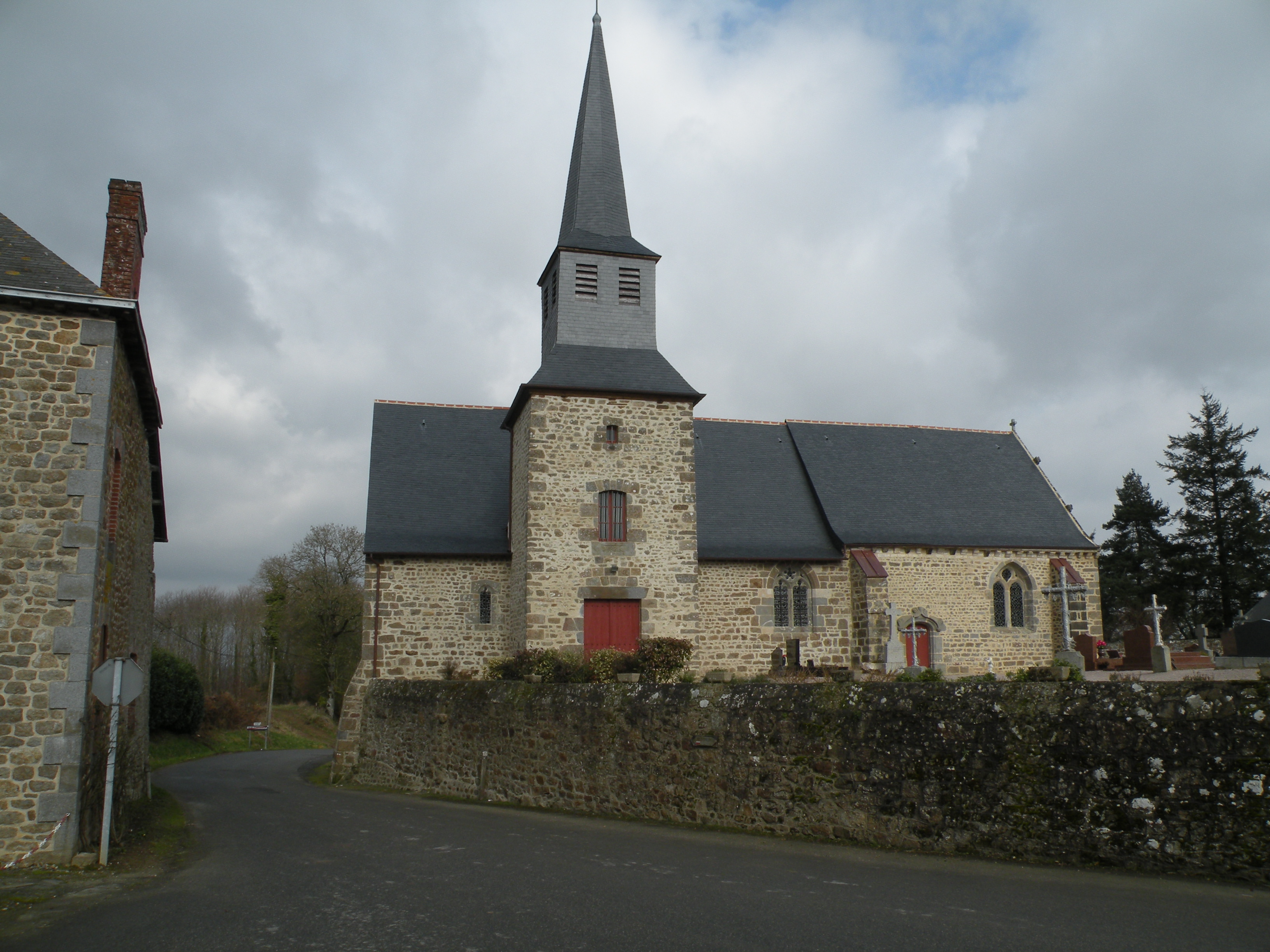
Kerk van Saint-Symphorien
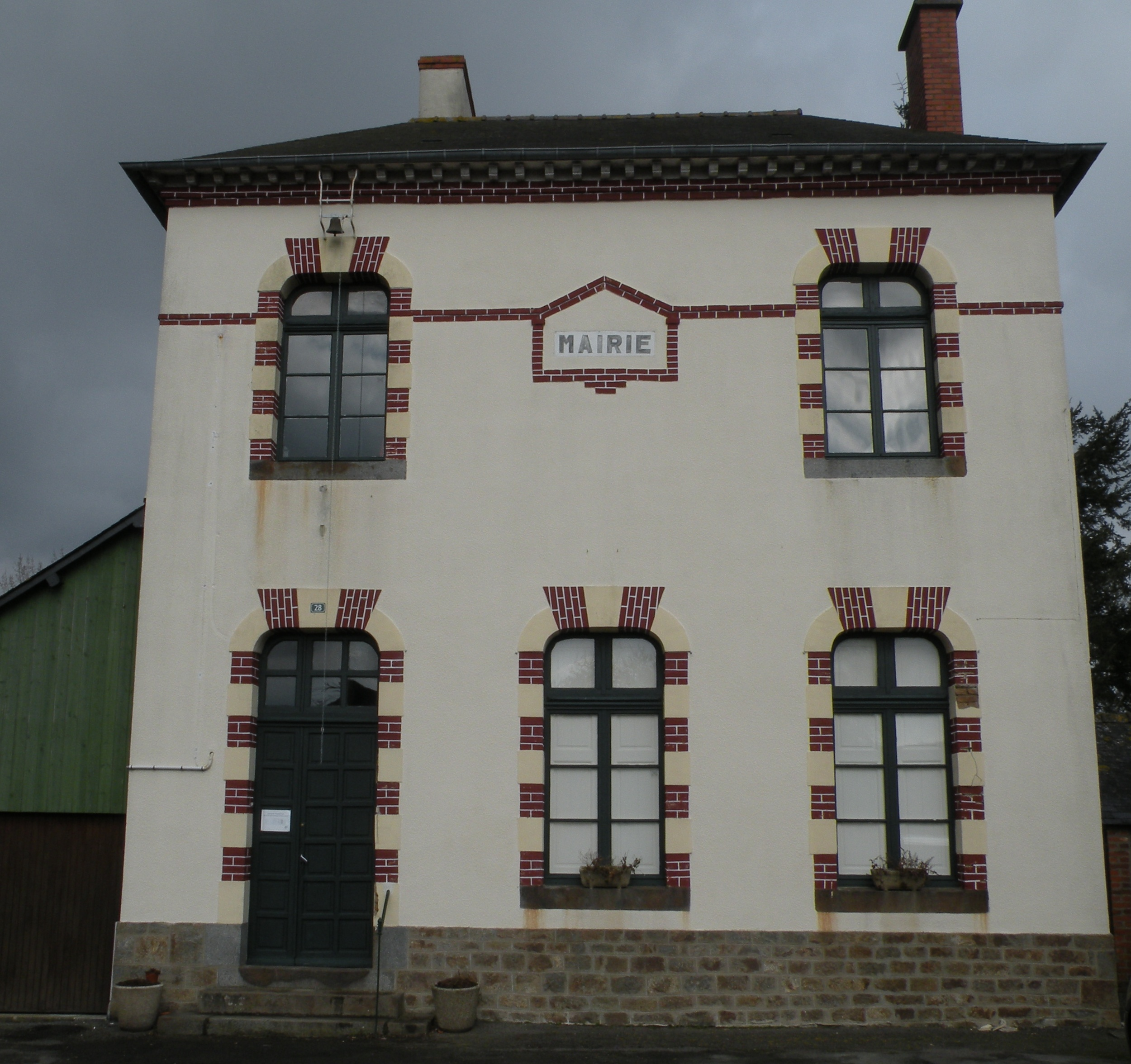
Gemeentehuis

## Demografie
Onderstaande figuur toont het verloop van het inwonertal (bron: INSEE-tellingen).

1. ↑  Populations de référence 2022.